# Rat-kangourou d'Ord
Dipodomys ordii
Pour les articles homonymes, voir Rat-kangourou.
Espèce
Statut de conservation UICN

 LC  : Préoccupation mineure
Le Rat-kangourou d'Ord (Dipodomys ordii), est une espèce de Rongeurs de la famille des Heteromyidae. C'est un petit mammifère qui fait partie des rats-kangourous d'Amérique. On rencontre ce petit rongeur du Canada jusqu'au Mexique.
L'espèce a été décrite pour la première fois en 1853 par un médecin et un ornithologue américain, Samuel Washington Woodhouse (1821-1904). Elle été nommée ainsi en hommage à George Ord (1781-1866), un ornithologue américain.
Au Canada, l'espèce est en voie de disparition depuis 2006.

Carte de répartition

## Liste des sous-espèces
Selon Mammal Species of the World (version 3, 2005)  (17 nov. 2012) :
- sous-espèce Dipodomys ordii celeripes
- sous-espèce Dipodomys ordii chapmani
- sous-espèce Dipodomys ordii cinderensis
- sous-espèce Dipodomys ordii cineraceus
- sous-espèce Dipodomys ordii columbianus
- sous-espèce Dipodomys ordii cupidineus
- sous-espèce Dipodomys ordii durranti
- sous-espèce Dipodomys ordii evexus
- sous-espèce Dipodomys ordii extractus
- sous-espèce Dipodomys ordii fetosus
- sous-espèce Dipodomys ordii fremonti
- sous-espèce Dipodomys ordii inaquosus
- sous-espèce Dipodomys ordii longipes
- sous-espèce Dipodomys ordii luteolus
- sous-espèce Dipodomys ordii marshalli
- sous-espèce Dipodomys ordii medius
- sous-espèce Dipodomys ordii monoensis
- sous-espèce Dipodomys ordii montanus
- sous-espèce Dipodomys ordii nexilis
- sous-espèce Dipodomys ordii obscurus
- sous-espèce Dipodomys ordii oklahomae
- sous-espèce Dipodomys ordii ordii
- sous-espèce Dipodomys ordii pallidus
- sous-espèce Dipodomys ordii palmeri
- sous-espèce Dipodomys ordii panguitchensis
- sous-espèce Dipodomys ordii priscus
- sous-espèce Dipodomys ordii pullus
- sous-espèce Dipodomys ordii richardsoni
- sous-espèce Dipodomys ordii sanrafaeli
- sous-espèce Dipodomys ordii terrosus
- sous-espèce Dipodomys ordii uintensis
- sous-espèce Dipodomys ordii utahensis

Selon Paleobiology Database (17 nov. 2012) :
- Dipodomys ordii montanus